# Nyzjnjodnistrovskyj Nationalpark
Nyzjnjodnistrovskyj Nationalpark eller Nedre Dnestr Nationalpark (ukrainsk: Нижньодністровський національний природний парк) dækker en stor del af området ved floden Dnestrs udmunding i Sortehavet i det sydvestlige Ukraine. Flodsletterne og vandvejene er vigtige for ynglende og overvintrende vandfugle. De er også vigtige for gydende fisk: over 70 fiskearter i 20 grupper er registreret i parken. Grænserne omfatter to Ramsar-vådområder af international betydning. Parken liggeromkring 30 km vest for byen Odessa, i rajonerne (distrikter) Bilhorod-Dnistrovskyi, Bilyayivka og Ovidiopol i Odessa oblast.

## Topografi
Parken dækker den nordlige del af Dnestr Liman (flodmundingen), herunder sammenløbet af Dniester-floden og Turunchuk-floden, som løber ind fra Moldova mod vest. Kystområdet er en ferskvandslagune, og de indre områder er permanente indre deltaer og periodiske ferskvandssøer. Som det er almindeligt med nationalparker i Ukraine, er Nedre Dnestr fordelt mellem forskellige zoner - naturbeskyttelse, reguleret rekreation, stationær rekreation og landbrug. Den sydlige del af parken ved Karogolbugten er et forskningsreservat for fisk, hvor fiskeri derfor er forbudt.

## Klima og økoregion
Klimaet i Nedre Dnestr er efter Köppen klimaklassificering (Dfb) fugtigt kontinentalt klima,(undergruppen varm sommer). Dette klima er kendetegnet ved store temperatursvingninger, både dagligt og sæsonmæssigt, med milde somre og kolde, snedækkede vintre. Nedbøren er i gennemsnit 300-400 millimeter om året.
Lower Dniester National Park ligger i økoregionen den pontisk-kaspiske steppe, en region, der dækker et område af græsarealer, der strækker sig fra Sortehavets nordlige kyster til det vestlige Kasakhstan. 

## Flora og fauna
Levestederne i parken omfatter akkumulerende halvøer, rørskov, flydende moser og øer med flodsletter med skov.
Det er blevet anslået at der yngler op til 15.000 fuglepar. De dominerende ynglearter af vandfugle er blishøne toppet lappedykker, gråand og hættemåge.

## Offentlig brug
Der er fire store turist-ruter i parken: (a) "Dnestr Amazon", en flodrute med seks observationsstop gennem Amazonastrædet (en malerisk kanal i en skov) og Turuntjuk-floden, (b) "Brilliant Ibis", et forløb parallelt med det første, (c) "Fuglenes rige", en 20 km lang fugleudflugt gennem flodmundingens lavvandede udkanter og (d) "The Trail of Dad Ovsia".